# Manoel Soto Ferreiro
Manoel Soto Ferreiro (Ourense, 6 d'abril de 1944) és un polític gallec. Durant la dictadura franquista va ser un dels fundadors del PSdeG-PSOE clandestí a Vigo. Va formar part d'aquest partit fins al 1998, quan va demanar la baixa per a fundar, juntament amb altres ex militants del PSOE i independents, un partit d'esquerra i galleguista, Progressistes Viguesos. Amb el PSdeG-PSOE va ser alcalde de Vigo entre 1979 i 1991. Amb el seu nou partit va concórrer a les eleccions municipals de 1999 aconseguint un regidor. Abans de les eleccions de 2003 va incorporar a la llista del partit a Agustín Arqueja Fernández, d'Unión Galega, i junts van aconseguir dos regidors. Durant 2006, Manuel Soto va participar amb el seu partit en la reconstitució del desaparegut Partit Galleguista al qual es van sumar altres partits independents per a així concórrer les eleccions municipals de 2007. En aquestes eleccions Manuel Soto va perdre la seva acta de regidor en no obtenir el PG els vots necessaris (4.920 vots, 3,25%) per a revalidar-la.